# Tropidomyia bimaculata
Tropidomyia bimaculata är en tvåvingeart som beskrevs av Samuel Wendell Williston  1888. Tropidomyia bimaculata ingår i släktet Tropidomyia och familjen stekelflugor. Inga underarter finns listade i Catalogue of Life.